# Афонсу Саншес
Досточтимый Афонсу Саншес (24 мая 1289, Энтре-Дуэро-и-Миньо или Серва, Cerva e Limões — 2 ноября 1329, Эскалона, Кастилия-Ла-Манча) — сын короля Португалии Диниша I, сеньор Альбуркерке и соперник своего брата Афонсу IV.

## Биография
Афонсу Саншес был первенцем и любимым сыном короля Португалии Диниша I и Альдонсы Родригес Тала. Афонсу был женат на Терезе Мартинс Телу, дочери Жуана Афонсу Телу, 1-го графа Барселуш, и Терезы Санчес, незаконнорождённой дочери Санчо IV Храброго, короля Кастилии и Леона. У них был сын Жуан Афонсу, сеньор де Альбуркерке. Он был сводным братом Афонсу IV, соперничество с которым несколько раз приводило к гражданской войне.
Афонсу и его жена Тереза были основателями монастыря Санта-Клара в Вила-ду-Конди, где они оба были похоронены.